# Grube Bautenberg
Die Grube Bautenberg (auch Baudenberg) war eine Eisenerzgrube bei Wilden (Gemeinde Wilnsdorf) im südlichen Siegerland. Die Grube lag auf dem 512,9 m hohen Bautenberg zwischen Wilden, Zeppenfeld und Gilsbach und war mit über 1000 m zugleich eine der tieferen und besonders seit dem industriellen Aufschwung ab 1862 eine der wichtigeren Gruben der Umgebung.

## Gangmittel
Die Gangmittel der Grube gehören zu einer Erzgang-Linie, die im Norden von der Grube Landeskrone bis im Süden zur Peterszeche reicht. Über 700 m erstrecken sich die Erzgänge des Bautenbergs.
Etwa 50 m westlich des ersten Maschinenschachtes befand sich der Erzgang, der nach Südosten hin auslief, anschließend der Salzgang, der ebenfalls leicht nach Südosten hin verlief und dort breiter wurde. Die Mächtigkeit der Gänge wuchs von oben mit 1–2 m mächtigem Brauneisenstein mit zunehmender Teufe auf bis zu 12 m mächtigem reinem Spateisenstein an. Die Ausfüllungsmasse wurde ergänzt durch Glanz- und Tonschiefer mit Quarzschnüren und Spatbrocken. Zwischen den Gängen setzten Ausscheidungen von Blei- und Zinkerzen ein. Auf der Höhe des Tiefen Stollens (40 m über Talsohle) war die Gangfläche der Erzlagerstätten etwa 720 m² groß, während sie sich in der Teufe (480 m) auf etwa 1600 m² vergrößerte. Die Größenordnung von ca. 1000–1200 m² behielt die Gangfläche bis zur 720-m-Sohle (16. Sohle) fort. Erst mit weiterer Tiefe nahm sie langsam ab (700 m² auf den tieferen Sohlen, 580 m² auf der 970-m-Sohle).
Östlich des Salzganges lag der Gang Neue Hoffnung, der Spateisenstein mit Kupferkies, Blei-, Zinkerzen und vereinzelt auch Federerz und Nickelantimonglanz führte und dahinter der Liegende Gang. Er war in den oberen Teufen bis zu 8 m mächtig, verringerte sich mit zunehmender Teufe aber auf 1,5 m. Südlich schloss sich der Hangende Gang an.
50–100 m südlich tat sich der breite Schöneberger Gang auf, die Siderit-Mächtigkeit betrug hier 1–4 m. In oberen Teufen war der Gang in zwei Trümer geteilt. Etwa 150 m südlich lag der Poppelszecher Gang. Er hatte Mächtigkeiten von 1–3 m bei einer abbauwürdigen Länge von 60–90 m. Geführt wurden Brauneisenerz und mit Bleierzen durchwachsener Spateisenstein. Unterhalb der 770-m-Sohle nahm die Verquarzung des Ganges stark zu, auf 1020 m betrug die Länge des Ganges ca. 120 m bei einer Mächtigkeit von maximal 3 m, allerdings stark mit Quarz verbaut und somit nur noch wenig abbauwürdig.

## Gelände und Übertageanlagen
Das Grubenbild der Übertageanlagen teilte sich in drei Bereiche auf: den größten Teil im Sterzenbachtal, etwa 600 m südöstlich davon und davon 700 m südlich. Die ersten Anlagen befanden sich im Sterzenbachtal. Im letzten Stand der Grube lag dort der Gleisanschluss an die Freien Grunder Eisenbahn mit Verladebahnhof in der Mitte der Anlagen. Südlich davon befanden sich mehrere Wohnhäuser, die Schlosserei und direkt im Anschluss ein Teil der Rostöfen der Grube. Nördlich lagen weitere Öfen sowie die Schreinerei und eine Kläranlage. Östlich des Bahnhofs wurde das Erz aus dem Stollen gefördert. Dort befanden sich eine Aufbereitung und der Anfang einer Schleppbahn, die zum 1869 angefangenen Alten Schacht führte. Dieser lag knapp 600 m südöstlich, weiter den Hang des Bautenbergs hinauf. Von dort aus führte eine weitere Bahn nach Süden zum Neuen oder Lorenzschacht, der 1899 angelegt wurde. Neben einzelnen bis heute erhaltenen Gebäuden (Wohnhäuser, Zechengebäude) auf dem ehemaligen Grubengelände findet sich am westlichen Ortsausgang von Wilden noch die ehemalige Direktorenvilla.

## Geschichte

### Alter und Bedeutung
Die Geschichte des Bergbaus im Siegerland reicht zwar schon 2.500 Jahre zurück, trotzdem war die Grube Bautenberg eine der älteren der Region. In einer Steuerliste von 1461 wurde im nahen Rinsdorf ein „Heynman von dem Budenberg“  erwähnt; diese Ortsangabe könnte sich aber auch auf den Flurnamen „Büdenberg“ bei Wilnsdorf beziehen und über einen Bergbau am Bautenberg sagt dieser Namen gar nichts aus.
In früheren Jahrhunderten war besonders das Silber- und Bleivorkommen des Bautenbergs von Interesse. Im September 1587 berichtete man an den Landgrafen Wilhelm IV von Hessen über Erzproben „am Bodenbergk im Freien grund“ mit einem Silbergehalt von 4,5 Lot. 1722 bat der Grubensteiger des „Bleybergwercks im Baudenberg“ um Erlaubnis zum Bau eines Pochwerks um „das Silber von Bley zu scheiden“. Der Freiherr von Fleischbein in Hainchen beklagte sich aber 1727, dass das Bleipochwerk im Quellbereich des Wildenbachs bei Wiebelhausen wieder abgerissen werden sollte.
Am Bautenberg wurde das Erz zuerst oberirdisch durch Abgraben und Tagesschachte gefördert, später dann durch den oberen Stollen (auf 418 m ü.NN) und noch später durch den 600 m langen Tiefen Bautenberger Stollen in der Gemarkung Wildens (auf 256 m ü.NN). Der Stollen brachte 94 m Teufe unter Tage ein und lag 40 m über dem Wildebachtal. In den 1840er Jahren erreichte er ein Gangmittel, 1883 folgte der Poppelszecher Gang durch ein Flügelort.
1770 wurde die Konsolidationsgrube Grüne Hoffnung (Lage), in deren Grubenfeld später der erste Bautenberger Schacht abgeteuft wurde, erstmals erwähnt. Durch einen Stollen wurden Eisen-, Kupfer-, Blei- und Zinkerze abgebaut.
1804 zählte die Grube zu den Hauptgruben des Freien Grundes. Der Bautenberg war für die umliegenden Dörfer Wilden, Gilsbach (zu Burbach), Zeppenfeld und Wiederstein (beide Neunkirchen) ein guter Arbeitgeber. 400 Bergarbeiter waren dort bis zum Schluss beschäftigt.
Um 1900 erwarb die Phönix AG für Bergbau und Handel, Hoerde (später Duisburg) die Grube.

### Industrialisierung und Schienenanbindung

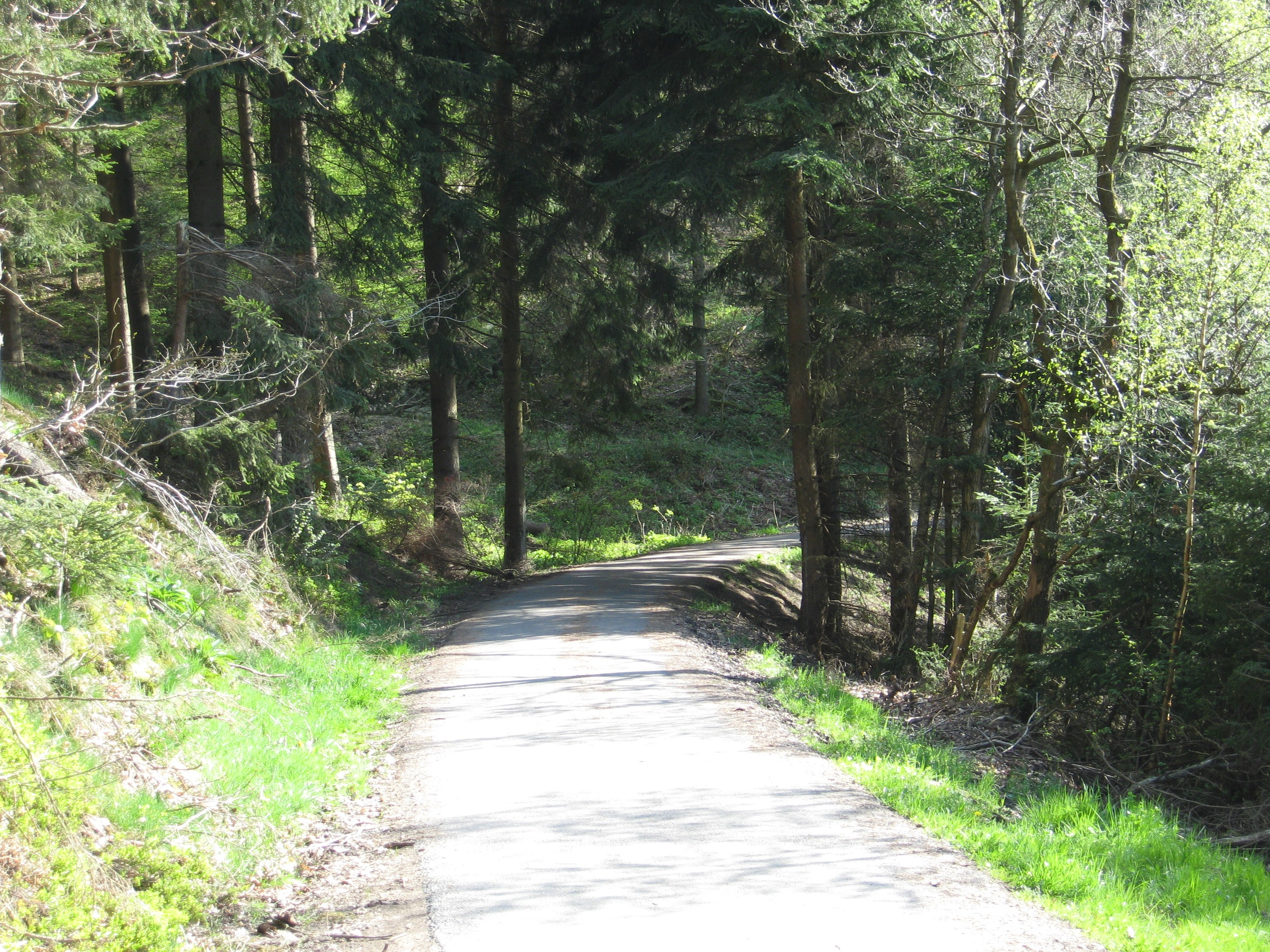
Das Bähnchen war eine Schmalspurbahn zwischen der Grube und Neunkirchen, heute ein Rad- und Wanderweg.

Ab 1862 wurde mit zunehmender Industrialisierung die Erzförderung innerhalb weniger Jahre von 1.000 auf knapp 10.000 t pro Jahr gesteigert (siehe Tabelle). 1868 startete der Bau einer Schmalspurbahn 6 km entlang des Rassberger Höhenzuges in Richtung des Bahnhofs in Neunkirchen. Bis zum gleichen Jahr wurde die Grube auch Bautenberger Einigkeit genannt. Diese Bahn ging 1873 in Betrieb. Im September 1878 erhielt die Grube eine neue Lok.
Die Bahn wurde 1907 durch den Neubau der Freien Grunder Eisenbahn abgelöst, die von Salchendorf durch das Tal nach Wilden und in einen Bogen zur Grube auf den Bautenberg führte. Der Bogen war zweigleisig, damit die Grubenbahnen das Eisenerz zur Weiterverarbeitung bringen und gleichzeitig zurück zur Grube fahren konnten. 1897 waren 209 Leute am Bautenberg beschäftigt.

### Tiefbau

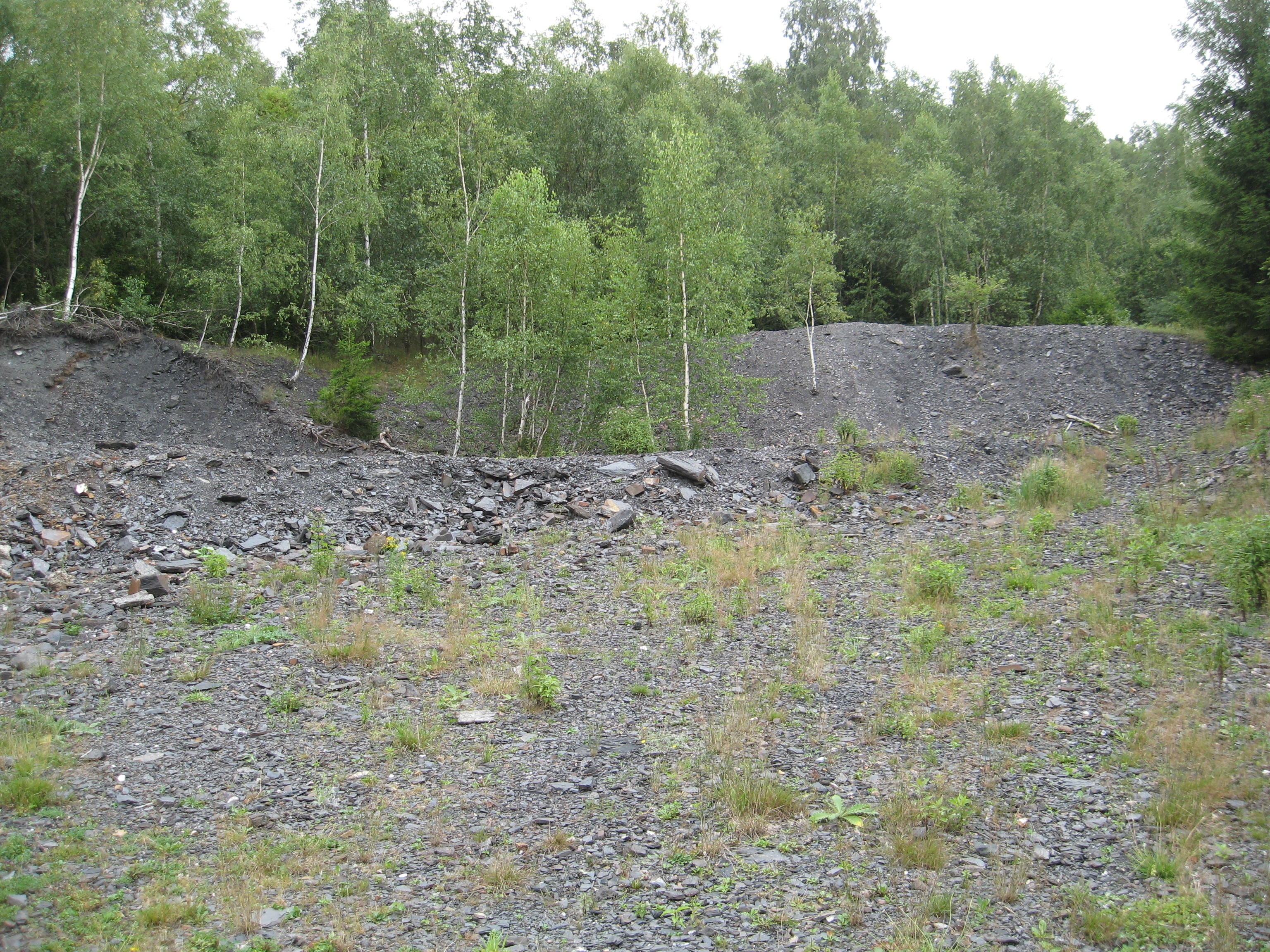
Halde auf dem Standort des Lorenzschachtes

Nach dem industriellen Aufschwung begann man 1868 mit ersten Planungen zum Tiefbau und 1869 mit dem Anlegen eines Schachtes, über welchen ab 1871 gefördert wurde.
Der Schacht Grüne Hoffnung (auch „Alter Schacht“, Lage) wurde ab 1871 angelegt und hatte eine Teufe von 403,2 m, er wurde auf einer Höhe von 452,2 m über NN angesetzt. Im Schacht kam man 1883 auf 130 m, 1889 auf 170 m, 1891 bereits auf 210 m Teufe. Mit den 1888 hinzugekommenen mechanischen Bohrarbeiten wurde die Arbeit so erleichtert, dass man ab jetzt in großen Schritten vorankam. Folgende Sohlen auf diesem Schacht sind bekannt: 32 m, 62 m, 94 m, 130 m, 170 m, 210 m, 250 m, 300 m.
Der Lorenzschacht (auch „Neuer Schacht“, Lage) wurde 1899 abgeteuft und erreichte eine Teufe von 720 m. Er war auf 468,2 m über NN angesetzt und lag auf Wiedersteiner Ortsgebiet. Der Schacht wurde 600 m südlich des alten Schachtes abgeteuft, da es mit diesem Probleme gab und man den Tiefbau dort einstellte. Heute ist der 4 × 2,5 m große Lorenzschacht verfüllt, die Reste sind noch sichtbar. Im Jahr 1900 wurden ein Förderturm, ein Maschinen- und ein Kesselhaus sowie ein 16 m hoher Schornstein gebaut. Im Lorenzschacht wurden folgende Teufen erreicht:
| - 1899: 95 m - 1900: 135 m - 1904: 300 m | - 1905: 480 m - 1907: 520 m - 1910: 560 m | - 1912: 600 m |

Folgende Sohlen auf diesem Schacht sind bekannt: 370 m, 7. Tiefbausohle (TBS), 405 m, 9. TBS, 480 m, 11. TBS, 12. TBS, 600 m, 14. TBS, 15. TBS, 720 m.
Ein abgesetzter Hauptschacht ging von 707 auf 925 m Teufe (Sohlen: 17.–19. TBS, 920-m-Sohle), ein zweiter Blindschacht von 898,9 m auf die Gesamtteufe der Grube, 1025,2 m (20.–22. TBS). Die tiefste, 22. Sohle lag auf 1020 m Teufe. Ein dritter Blindschacht lag weiter oben zwischen 600 und 680 m Teufe (d. h. zwischen der 13., 14. und 15. Tiefbausohle).
Um 1900 ging die Grube an die Phönix AG für Bergbau und Hüttenbetriebe.

### Förderung
Nachdem in den 1850er Jahren die Förderung der Grube noch unter 1.000 t lag, wurde 1861 mit 1.120 t Eisenerz erstmals über dieser Marke gefördert. Bis 1869 stieg die Förderung auf 10.000 t an und schwankte bis in die 1890er Jahre bis maximal 20.000 t. In den 1860er Jahren war der Bautenberg damit zeitweise auf dem 10. Platz der Förderstatistik im Siegerländer Erzrevier. 1885 förderte man neben dem Eisenerz 32 t Zinkblende und 84 t Bleierze. Ab 1900 stieg die Förderung stetig an, der stärkste Abbau fand im Jahr 1909 mit etwa 90.000 t statt. Bis 1941 wurde durchgängig gefördert, kleine Einbrüche gab es nach dem Ersten Weltkrieg und in der Weltwirtschaftskrise Anfang der 1930er Jahre, jedoch ohne ein ganzes Jahr ohne Förderung. Noch im Stilllegungsjahr 1942 förderte die Grube knapp 1.500 t Eisenerz.

### Grubenbrand und Wassereinbruch
Am 7. Juni 1917 brach ein Feuer in der Grube aus. Auf einer Sohle zwischen 445 und 480 m war wahrscheinlich eine Grubenlampe die Ursache für das Feuer. Erst nach Abdichtung und vorübergehender Schließung konnte der Brand nach einer Woche gelöscht werden. Ein Toter war allerdings zu beklagen. Ein Bergmann wurde durch die giftigen Gase betäubt und fiel in die Tiefe.
1938 stießen Arbeiter auf der 720-m-Sohle im Arbeitsstollen „Landeskron“ auf Grundwasser. Zuerst glaubte man, das Wasser würde vom Landeskroner Weiher kommen, da der Stollen in diese Richtung verlief. Man pumpte tagelang das Wasser aus den Stollen, doch da sich der Weiher nicht leerte, wurde die Theorie schnell wieder aufgegeben. Die 1020-m-Sohle und die 720-m-Sohle liefen voll. Arbeitsvieh ertrank in der Grube, Geräte und Stollen wurden überflutet. Glücklicherweise konnten sich alle Arbeiter rechtzeitig vor dem Wasser retten, niemand kam zu Schaden. Drei Monate pumpte man das Wasser aus dem Bergwerk, bevor die Arbeit wieder aufgenommen werden konnte.

### Schachtbruch und Schließung

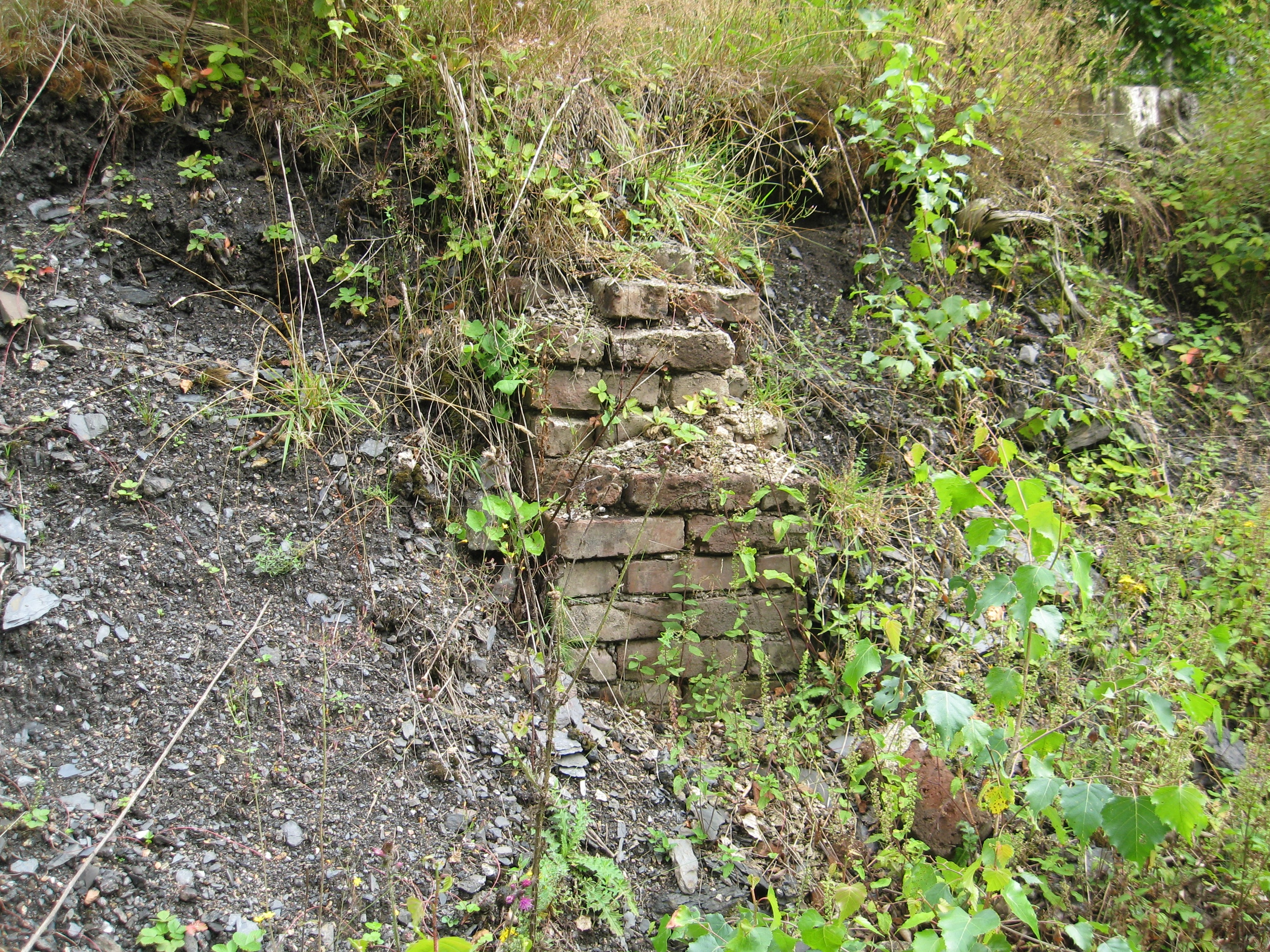
Mauerreste erinnern an die Grubenanlage. Hier an der Halde des Schachtes Grüne Hoffnung

Im Oktober 1941 riss ein schräg außerhalb der Führung verlaufender Förderkorb im Lorenzschacht die Schachtwand oberhalb der 270-m-Sohle kaputt. Die Reparaturarbeiten waren schwierig und dauerten länger als gedacht. Als in der Nacht vom 30. bis 31. März 1942 der Schacht erneut zusammenbrach, befanden sich etwa 300 Bergleute unter Tage. Diese konnten über Leitern nach draußen klettern. Man entschloss sich zur Schließung der Grube und die Förderung wurde eingestellt, obwohl noch genügend Erz in der Erde war. Am 17. Juli 1948 wurde sie offiziell geschlossen. In den 1950er Jahren wurden die bestehenden Anlagen teils abgerissen, am Grubengelände entstand ein Industrieunternehmen für Maschinen- und Apparatebau, die „Bautenberg G.m.b.H.“.
Die Gesamtförderung der Grube betrug 2,869 Mio. t Eisenerz (andere Quelle 3,4 Mio. t).
1935 wurde von der 720-m-Sohle eine 1,7 km lange Richtstrecke bis in das Landeskroner Grubenfeld getrieben um die dortigen Gänge in der Tiefe zu untersuchen. Nach 1.540 m Länge wurde ein 3 m mächtiger Spateisensteingang angefahren, welcher auf 250 m Länge erschlossen wurde. Durch einen Wassereinbruch mussten diese Arbeiten jedoch 1938 eingestellt werden.
In den Jahren 1958/59 untersuchte man die Grube erneut auf Erzvorkommen.

### Belegschaftszahlen
| Jahr | Belegschaft |
| ---- | ----------- |
| 1910 | 475         |
| 1911 | 419         |

## Technik
Der 1871 angelegte Schacht Grüne Hoffnung war mit einer 25 PS starken, liegenden Zwillingsdampfmaschine und einer 50 PS starken, doppelt wirkenden und stehenden Wasserhaltungsmaschine ausgestattet. Zur Versorgung der Maschinen bestand eine Kettenbahn vom Grubengelände im oberen Tal zum Schacht. Diese Bahn wurde später zum neuen Schacht verlängert. Die Fördermaschine des Lorenzschachts bestand aus einer Dampfmaschine, diese war in einem größeren Raum im Fördermaschinenhaus untergebracht. An beiden Enden der Achse waren Schwungräder mit einem Durchmesser von ca. 5 m, dazwischen war eine Drahtseiltrommel. Das Drahtseil lief aus dem Gebäude zum Fördergerüst und über Laufräder in den Schacht. Das Ende war am Förderkorb befestigt. Dieser fasste vier Grubenwagen.

Die Aufbereitung und Verladung des Eisenerzes am Grubengelände

Im Maschinenraum wurde die Fördermaschine bedient. Da die beladenen Grubenwagen von der fördernden Sohle (720 m) zur 100-m-Sohle durch den 1000 m langen Förderstollen in Richtung Unterwilden zur Aufbereitung mussten, wurde die Fördermaschine ebenfalls im 3-Schicht-Betrieb bedient. Damit der Maschinist im Maschinenraum wusste, wann er was zu tun hatte, befand sich dort eine Glocke mit Hammer und einem Drahtseil, das in den Schacht führte. Der so genannte „Anschläger“ gab die Signale nach oben. In den abgesetzten Hauptschächten zwischen den 720-m- und 1020-m-Sohlen befanden sich elektrisch betriebene Fördermaschinen, genannt „Haspel“. Im Kesselhaus wurde das Wasser für die Dampfmaschinen mit Steinkohle erhitzt. In der Schmiede wurden die Grubenlampen gereinigt, repariert, getestet und mit Karbid und Wasser neu gefüllt. Diese Arbeit wurde hauptsächlich von Behinderten (Invaliden) ausgeführt.
Die alte Aufbereitung bestand aus einer 16-PS-Dampfmaschine, einem Pochwerk, verschiedenen Separationstrommeln und Setzmaschinen. Ab 1910 wurde eine neue Erzaufbereitung errichtet, die bis 1930 mit einem vereinfachten Verfahren betrieben wurde. Neben der Aufbereitung wurde die Röstanlage erweitert. Das Erz wurde in der Aufbereitung zerkleinert und von taubem Gestein befreit, sowie nach Erzsorte getrennt, bevor es entweder versandt wurde oder zur Röstung kam.
Die zwei Pumpen zur Wasserhaltung schafften bis zu 2 m³ Wasser in der Minute.